# ميريام ألفيس
ميريام ألفيس هي كاتِبة وشاعرة برازيلية، ولدت في 1952.